# 347 TCN
347 TCN là một năm trong lịch La Mã. 